# NGC 762
NGC 762 je galaksija u zviježđu Kit.

## Vanjske poveznice
- SEDS: NGC 762